# Tarikhaneh

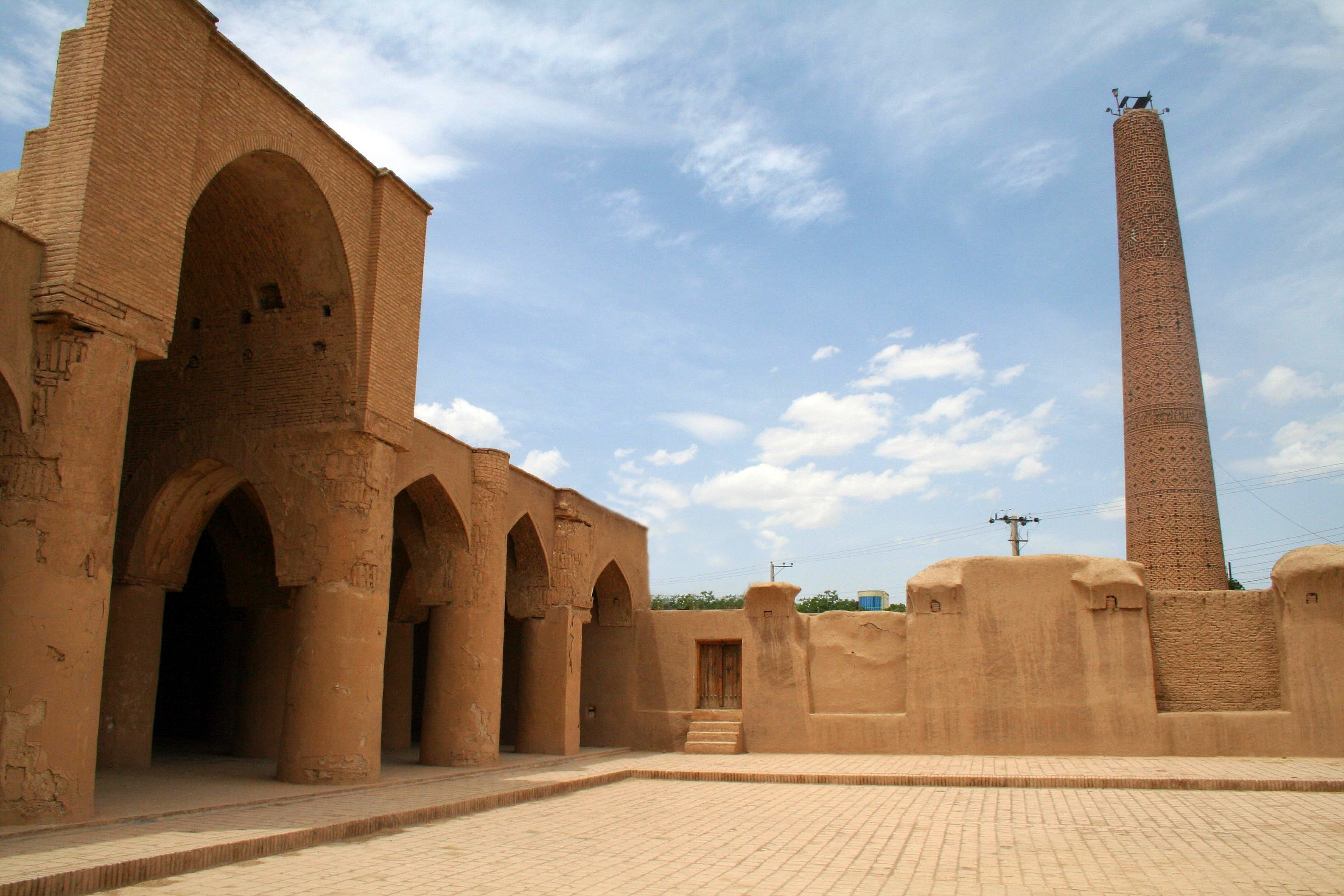
Vue de la cour intérieure de la Tarikhaneh, avec son iwan à gauche

Le temple, ou la mosquée, Tarikhaneh (تاریخانه, Târikhâneh, ce qui vient de khâneh: « maison » en persan, et târi, « Dieu » en langue turque) est un ancien temple zoroastrien devenu mosquée au IXe siècle, situé à Damghan, dans le nord de l'Iran. C'est la mosquée la plus ancienne subsistante du territoire iranien.

## Historique

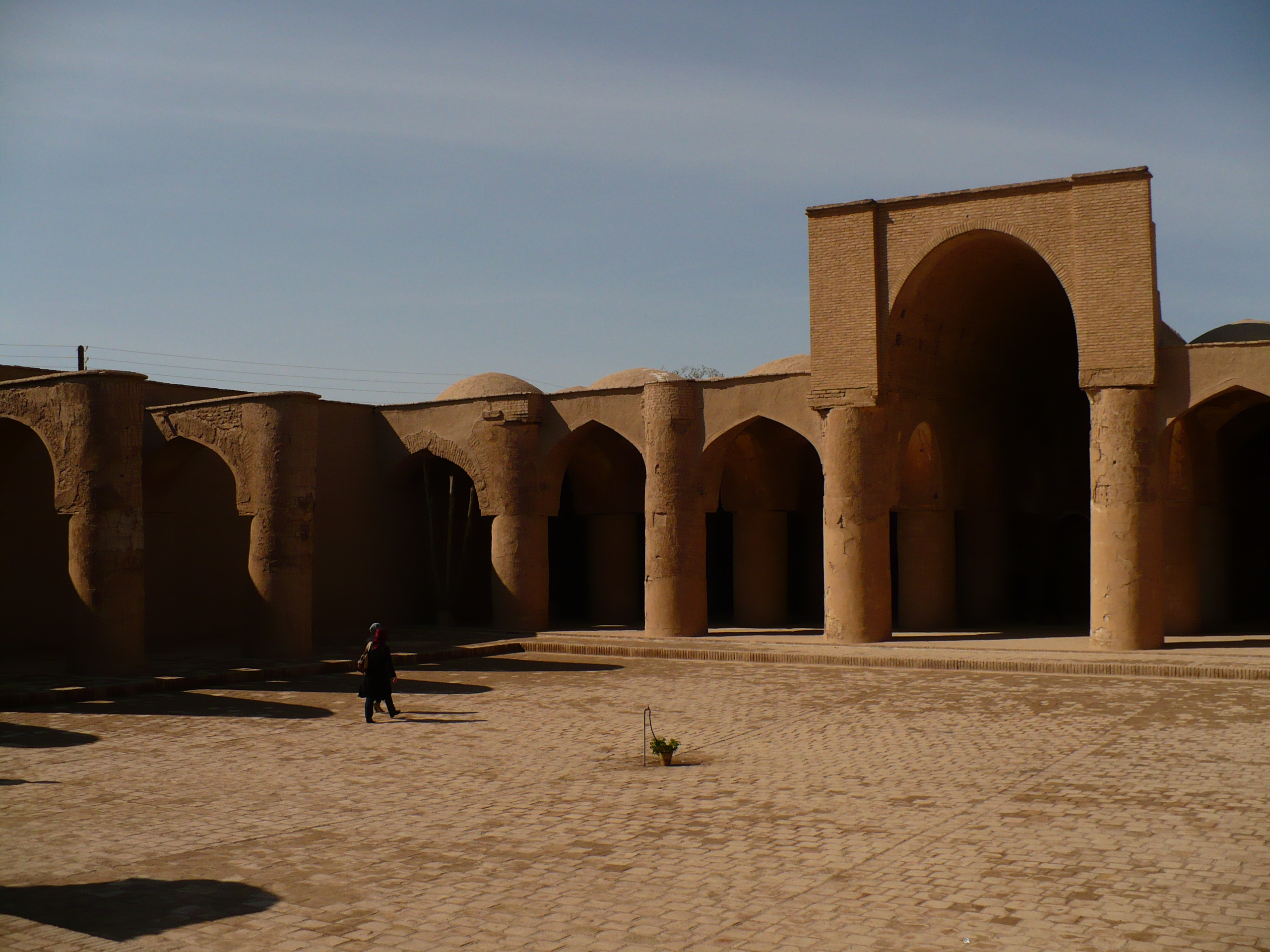
Angle sud de la Tarikhaneh

La conquête arabe contre l'Empire sassanide commence avec la prise d'Ouboulla près de Bassorah en 635. Les Arabes suivent la retraite sassanide de Yazdgard III vers les hauts plateaux iraniens jusqu'à sa défaite à la bataille finale de 642. Une des premières mosquées construites avant le milieu du VIIe siècle est la Grande Mosquée de Koufa, aujourd'hui en Irak. Elle se composait d'une cour carrée ouverte d'environ 100 mètres de côté, entourée de hauts murs d'enceinte. C'est seulement le long du mur de la qibla que se trouvait un portique couvert par un toit à deux versants.
À l'origine, les conquérants arabes font construire dans chaque ville une « mosquée du Vendredi » pour l'appel de la prière du vendredi (Salat al-Djouma) et le sermon politico-religieux de la Khoutba. À partir du XIe siècle, la conquête de l'islam est achevée en Perse, et plusieurs mosquées peuvent donc se trouver dans la même ville.
Les territoires conquis par les musulmans en Perse assuraient la protection des chrétiens (souvent nestoriens), juifs et zoroastriens (majoritaires), et le libre exercice de leurs cultes moyennant la condition de dhimmitude (versement d'une dîme et statut discriminatoire), ainsi cette condition de second ordre provoque la conversion des élites et de l'administration, puis de l'ensemble de la population assez rapidement. Pendant la période omeyyade (661-750), peu de mosquées sont construites, mais l'islamisation fait des progrès rapide sous les Abbassides.
La Tarikhaneh est caractéristique du style sassanide et servait de temple du Feu aux mages zoroastriens locaux. Elle sert encore au IXe siècle (et peut-être encore au début du Xe siècle), avant d'être transformée en mosquée.

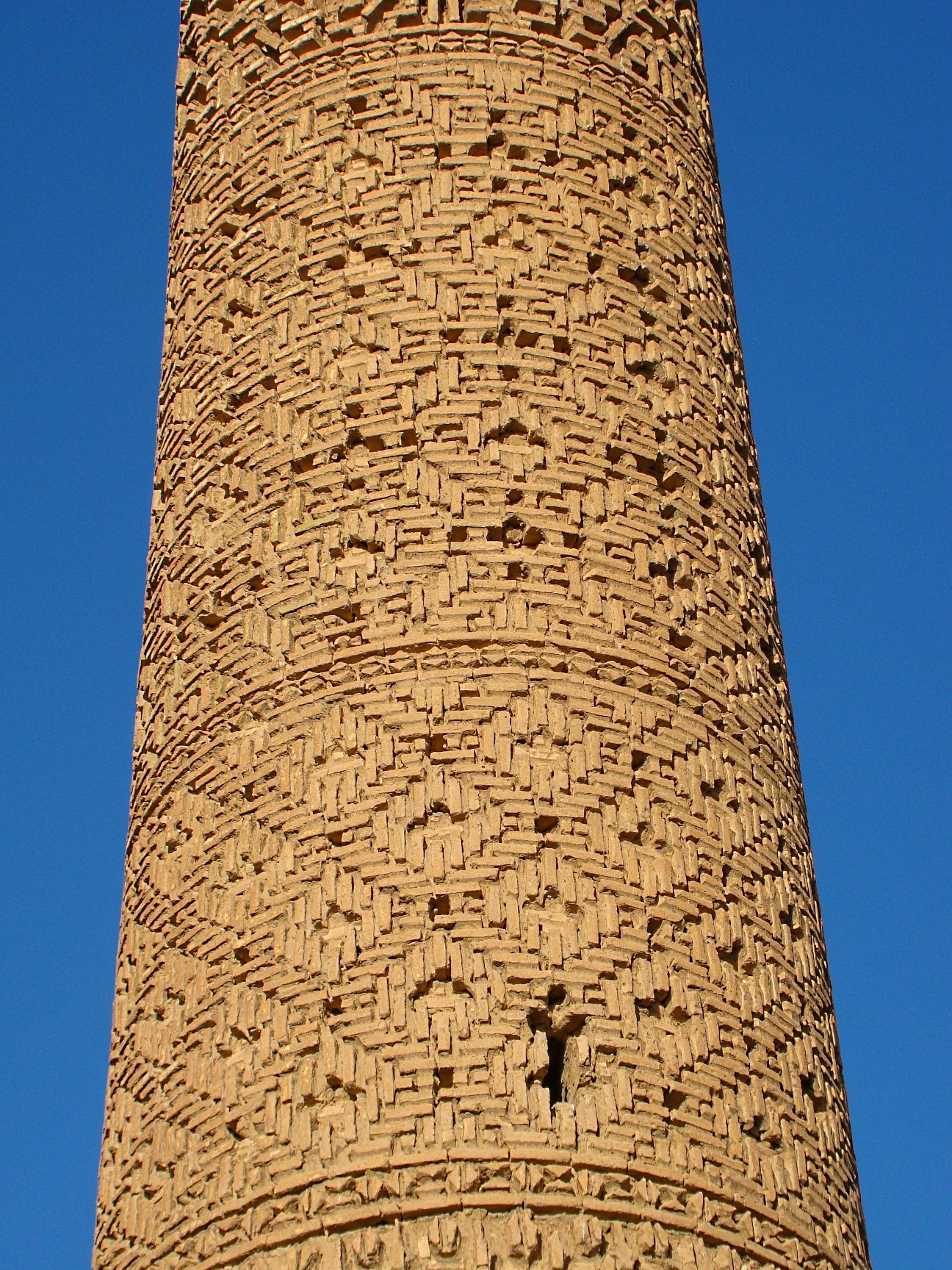
Minaret de l'époque seldjoukide

Le milieu d'origine de la mosquée ne peut plus être reconstruit aujourd'hui. Il y avait des extensions au nord-ouest ; mais les murs extérieurs locaux datent d'une construction plus tardive. Situé à l'extérieur, le minaret autonome au nord-ouest provient de la période seldjoukide. Il comportait une inscription coufique datant de l'année 1027-1028 et faite de tuiles vernissées bleues. Les travaux ont été patronnés par un certain Abou Harb Bakhtiar. L'ensemble de l'inscription n'a pas encore été totalement déchiffré, il s'agit de l'ensemble le plus ancien de la sorte en Iran, encore in situ. Les motifs des mosaïques géométriques extrêmement délicates de la tour cylindrique sont caractéristiques de cette grande phase de l'architecture islamique. Le carré partiellement conservé à côté des murs de fondation pourrait appartenir à une première tour du IXe siècle qui se serait probablement effondrée, lorsque le tremblement de terre du 22 décembre 856 détruisit plus de la moitié de la ville. Celle-ci est reconstruite au milieu du Xe siècle et entame une période florissante, car elle se trouve sur la route de la soie.

## Architecture

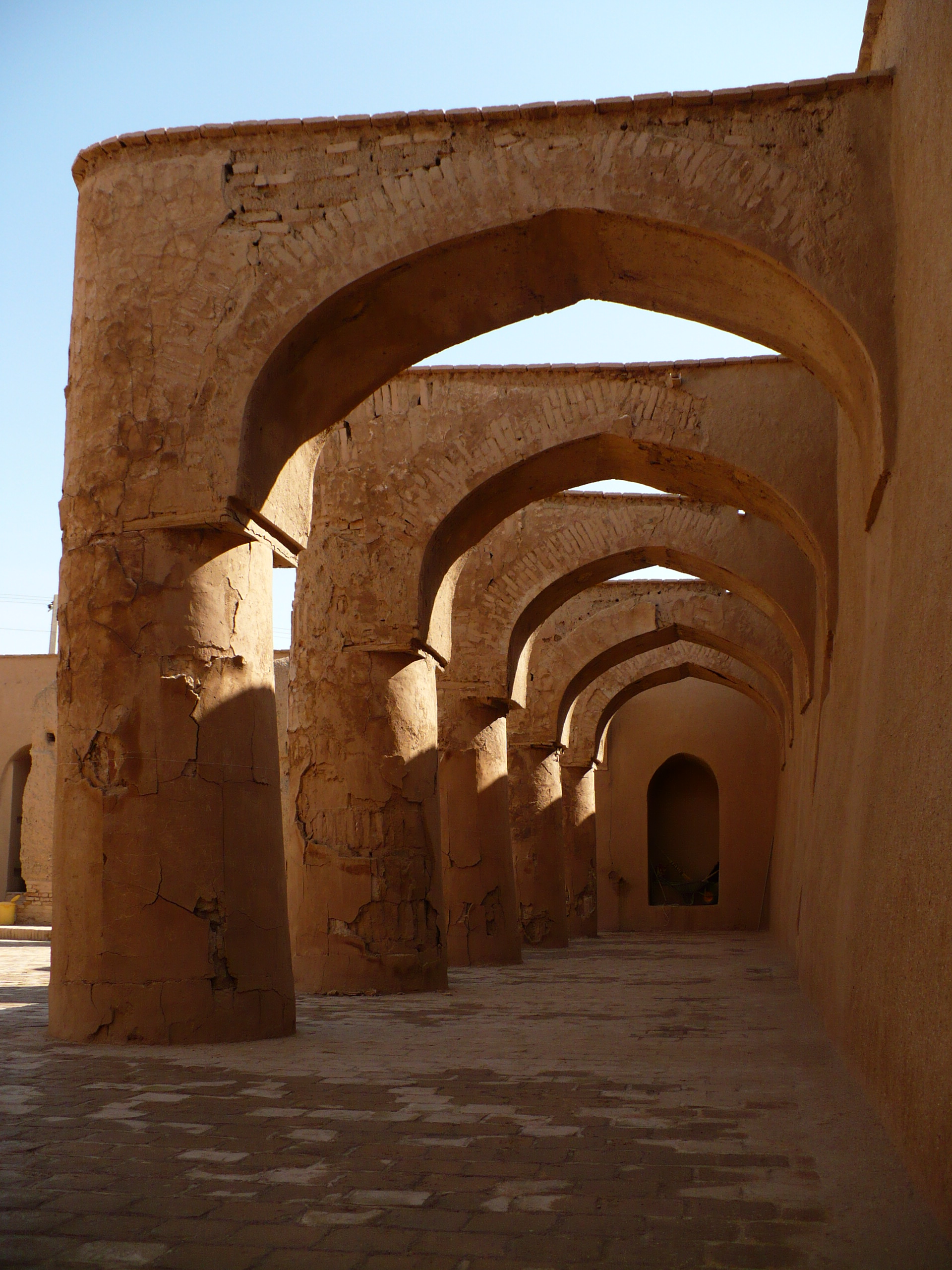
Arcades de la cour

L'ensemble est construit autour d'une cour de plan carré entourée d'arcades voûtées soutenues par des arcs de briques et des piliers circulaires typiques de l'ère sassanide. Les colonnes font 3,5 mètres de hauteur et presque 2 mètres de diamètre.
La fondation d'une tour carrée ancienne se trouve à côté, ainsi que le minaret seldjoukide construit en 1026-1029 pour remplacer la tour détruite par le tremblement de terre de 856. Il s'agit donc d'un des premiers minarets connus au monde, car l'islam n'en a construit qu'à partir du XIe siècle. Ce minaret est divisé en six zones d'ornementation, chacune réalisée selon des motifs géométriques de briques différents. Le minaret mesure 4,2 mètres de diamètre; il aurait dû mesurer une trentaine de mètres de hauteur, mais le sommet s'est effondré. Il devait comporter vraisemblablement une terrasse soutenue par des muqarnas,.